# 86 км
86 км — упразднённая казарма (населённый пункт) в 1997 году  в Амурском районе Хабаровского края России. Входила в Литовское сельское поселение. 

## География
Расположена в центральной части края, в пределах Среднеамурской низменности при  железнодорожной линии Волочаевка II — Комсомольск-на-Амуре, у реки Большой Золотой.

## История
Поселение железнодорожников (железнодорожная казарма) появилось при строительстве железнодорожной линии Волочаевка II — Комсомольск-на-Амуре (дата открытия 1940).
Упразднена постановлением Хабаровской краевой Думы Хабаровского края от 26.04.1997 № 98.

## Инфраструктура
Путевое хозяйство. 

## Транспорт
Автомобильный (дорога Форель-Вайдан) и железнодорожный транспорт.